# Phare de Daugavgrīva
Le phare de Daugavgrīva (en letton : Daugavgrīvas bāka) est un phare actif qui est situé à Daugavgrīva dans la région de Vidzeme en Lettonie. Il est géré par les autorités portuaires de Riga.
Le phare actuel, situé à côté de la rivière Daugava, a été construit en 1956. En raison du changement du cours de la rivière, plusieurs phares ont été construits, détruits et reconstruits au cours de l'histoire.

## Histoire
Le premier phare a été construit par des Suédois en 1721, juste à l'endroit actuel de l'embouchure de la Daugava se jetant dans la mer Baltique. Le phare suivant, construit en 1819, était une tour en bois sur une fondation en maçonnerie qui a été démoli pendant la guerre de Crimée en 1854. À cette place, des canons ont été placés sur les fondations de maçonnerie pour les navires de la Royal Navy britannique. Puis, un troisième phare en fonte a été construit en 1863. Ce phare a été en service jusqu'à la Première Guerre mondiale, lorsque celui-ci a été détruit par les troupes de l'Empire russe qui se retiraient à l'est de Riga.
Le quatrième phare a été construit en 1921 en béton armé, pendant la période d'indépendance de la Lettonie dans l'entre-deux-guerres. Il aurait été détruit par l'infanterie allemande se repliant vers l'ouest vers la fin de la Seconde Guerre mondiale. Après cela, un phare temporaire de 20 mètres a été construit à partir d'une structure en bois, mais celui-ci a été détruit par une violente tempête.
Le phare actuel a été construit entre 1956 et 1957 et mis en service le 2 février 1957. Actuellement, le phare est ouvert au public, avec la galerie d'observation accessible par cent cinquante marches en spirale.

## Description
Le phare est une tour circulaire en maçonnerie de 35 mètres, avec double galerie et lanterne noire. Il est peint avec de larges bandes noires et blanches. Son feu isophase émet à une hauteur focale de 37 mètres, un éclat blanc toutes les 2.5 secondes. Sa portée nominale est de 18 milles nautiques (environ 33 km).
Identifiant : ARLHS : LAT-004 - Amirauté : C-3526 - NGA : 12272 - Numéro Lettonie : UZ-075 .

## Caractéristique duFeu maritime
Fréquence : 2.5 secondes (W)
- Lumière : 0.1 seconde
- Obscurité : 2.4 secondes

|               |
| Golfe de Riga |

|                      |
| Phare de Daugavgrīva |

### Lien connexe
- Liste des phares de Lettonie